# Fordonsmyndigheten
Fordonsmyndigheten, tidigare Motorfordonsbyrån är en fristående åländsk myndighet under landskapsregeringen. Till Fordonsmyndighetens ansvarsområde hör besiktning av motorfordon, fordonsregistret, körkortsregistret, besiktning av fordon och registrering av fritidsbåtar. Fordonsmyndigheten ansvarar också för förarexamen som består av teoriprov och förarprov.
Fordonsmyndigheten utfärdar även åländska registreringsskyltar. Tillverkning ombesörjs av landskapsregeringen som också beslutar om deras mått och utseende.